# Richard Martin Georgi
Richard Martin Georgi (* 1. Februar 1889 in Bockau; † 1969) war ein deutscher Studienrat, Kantor, Dichter in erzgebirgischer Mundart und Komponist.
Richard Martin Georgi wurde nach seiner Ausbildung Lehrer in Gornsdorf und Klingenthal. 1914 wechselte er als Kantor und Realschullehrer in die Stadt Thum, dort wurde er zum Studienrat befördert.
In seiner Freizeit dichtete und vertonte er zahlreiche Lieder. Ferner schrieb er mehrere Motetten, Sonaten, Singspiele und Streichmusiken.

## Werke
- Neie Liedle für arzgebirgische Leit (Opus 14), Chemnitz, W. Berndt, 1922